# Lijst van nationale parken
De lijst van nationale parken is een verzameling van de lijsten van nationale parken over de wereld, ingedeeld per land.

## Afrika

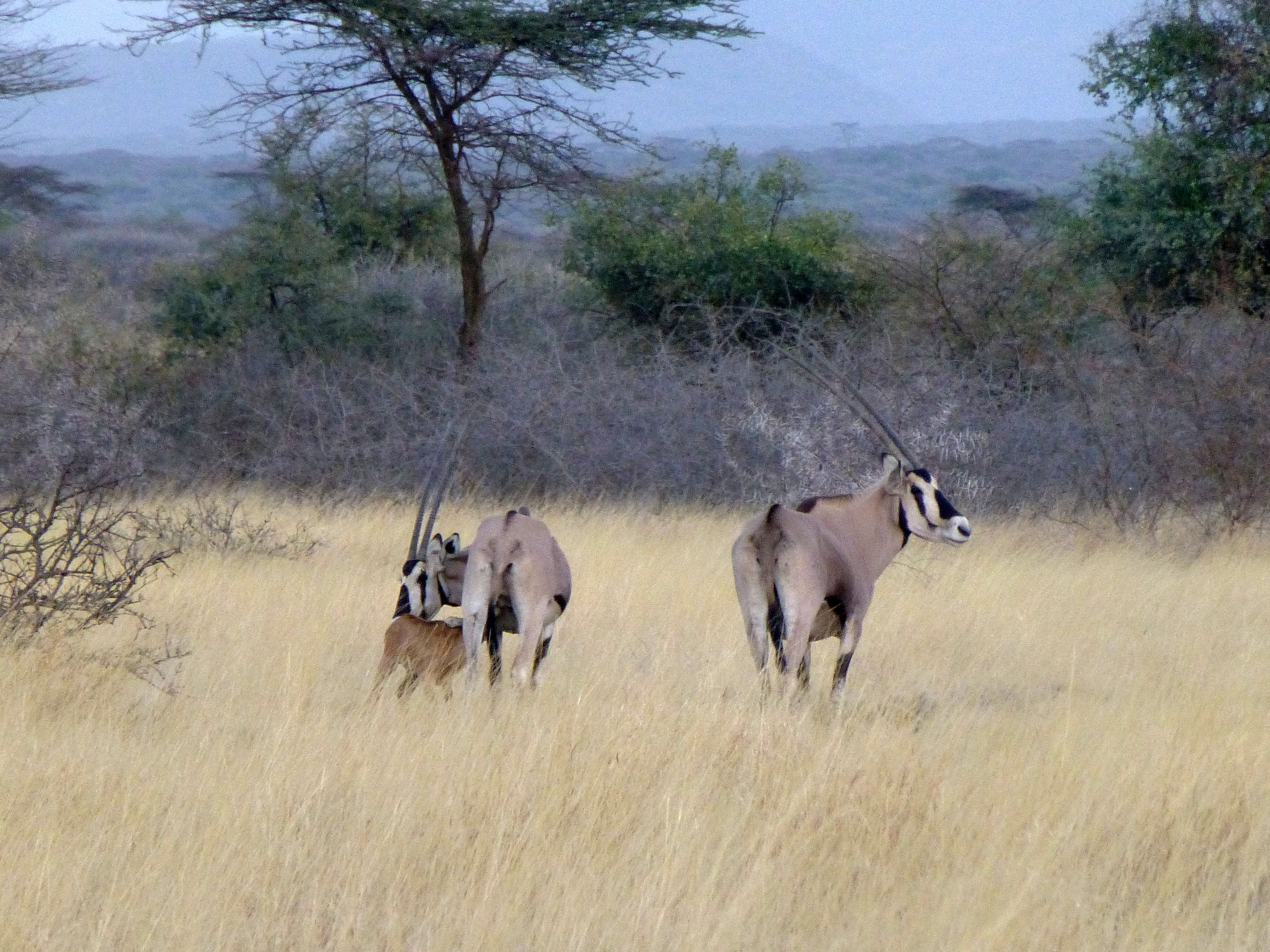
Oryx in Nationaal park Awash, Ethiopië

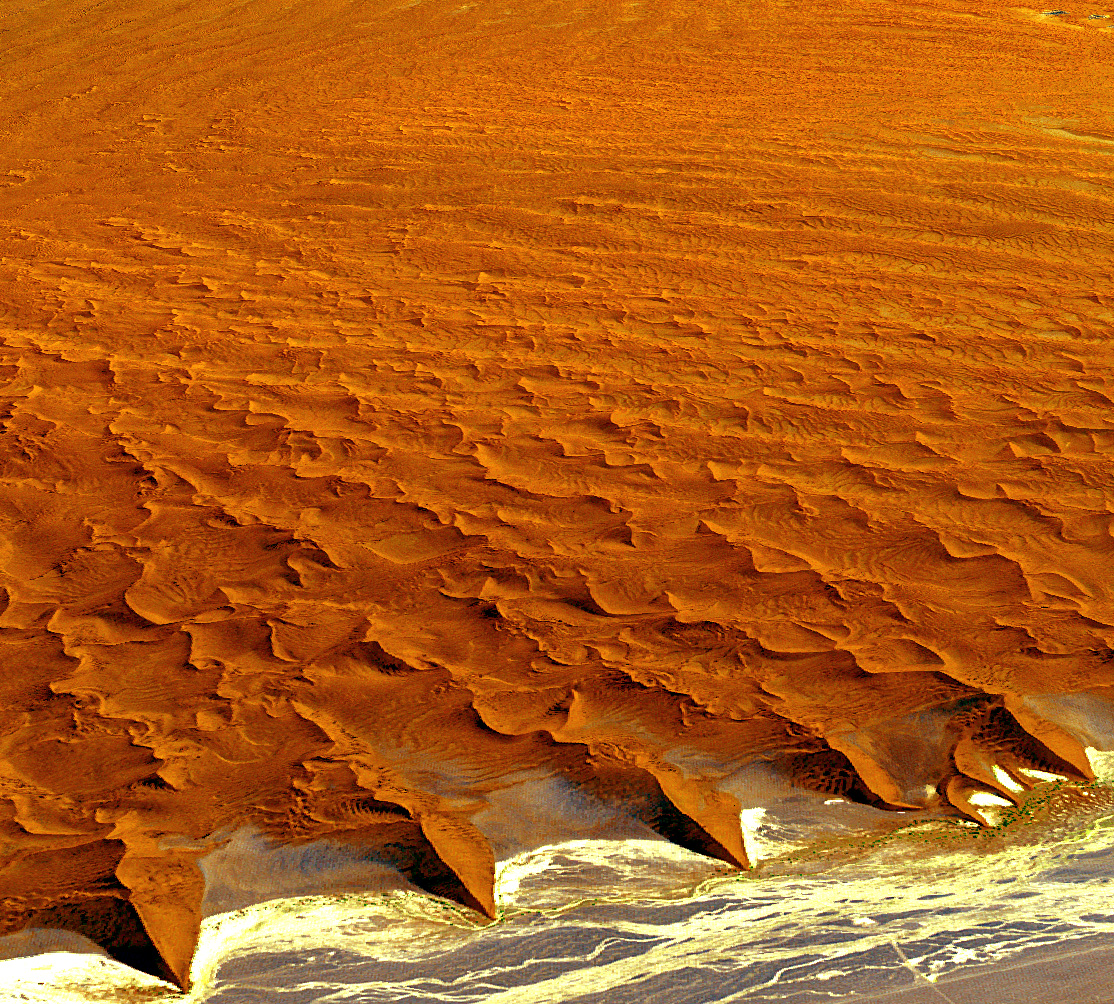
Nationaal park Namib-Naukluft in Namibië

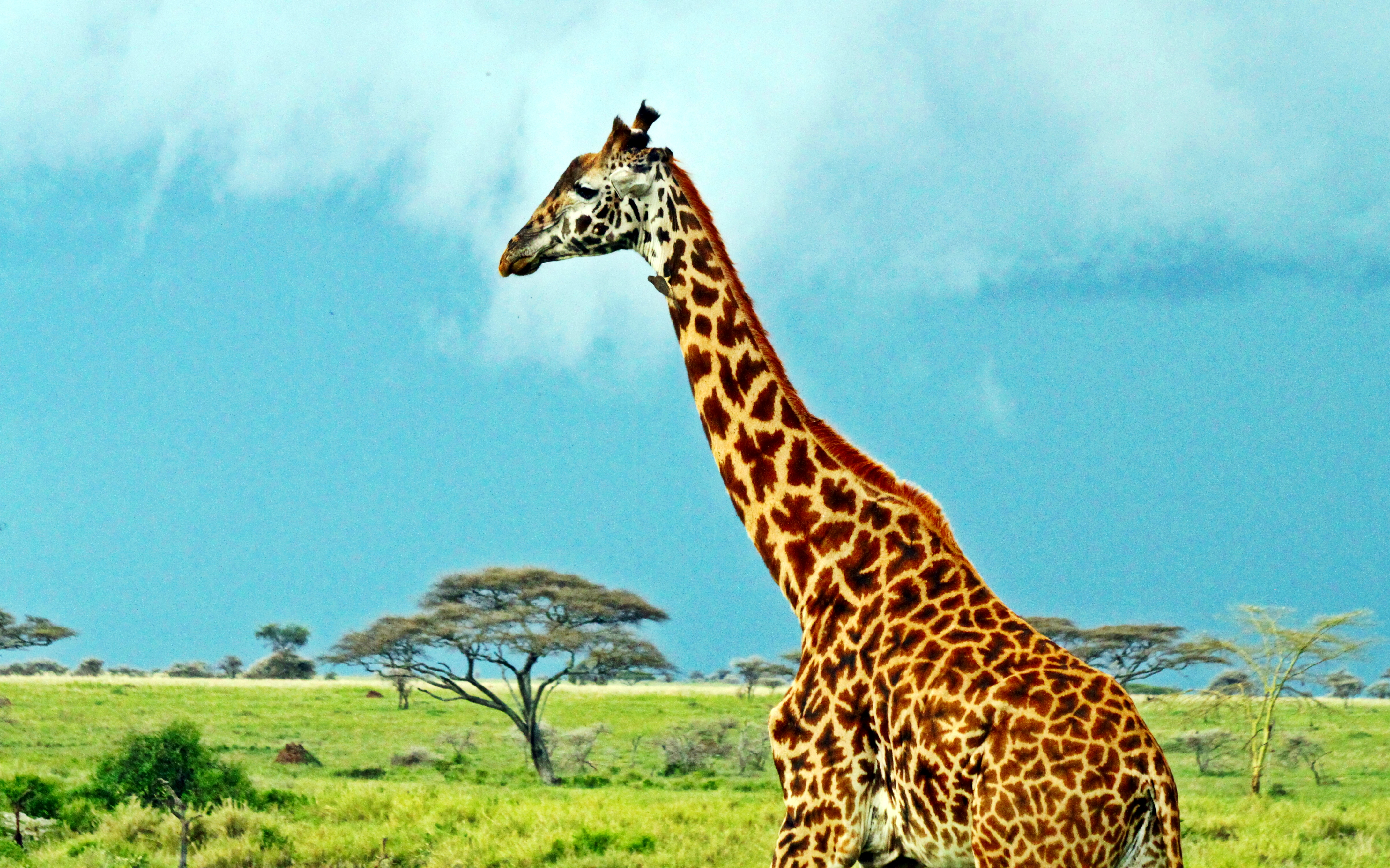
Nationaal park Serengeti in Tanzania

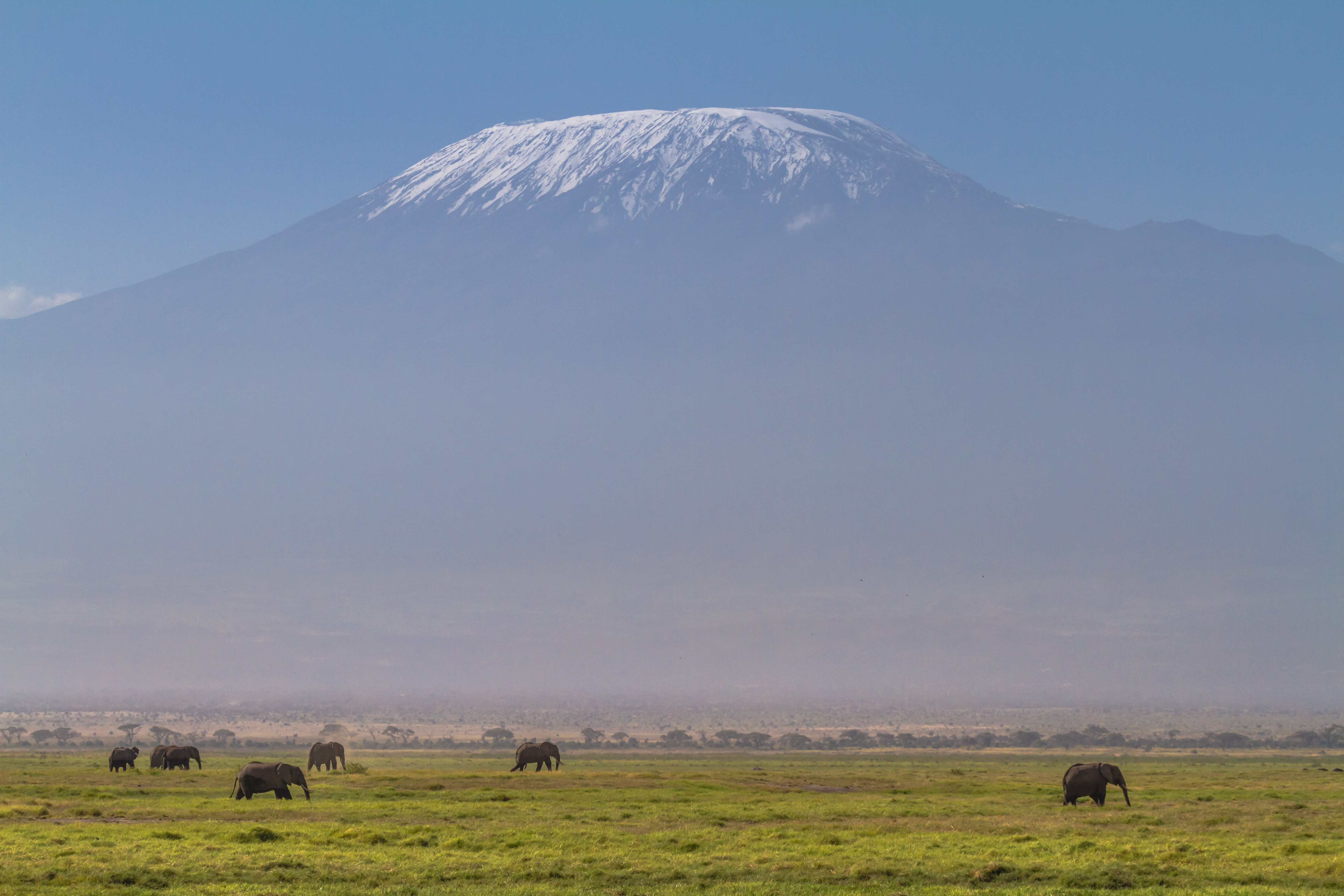
Nationaal park Amboseli in Kenia met zicht op Nationaal park Kilimanjaro in Tanzania

- Algerije
- Botswana
- Burkina Faso
- Burundi
- Centraal-Afrikaanse Republiek
- Congo-Brazzaville
- Congo-Kinshasa
- Djibouti
- Egypte
- Equatoriaal-Guinea
- Eritrea
- Ethiopië
- Gabon
- Gambia
- Ghana
- Guinee
- Guinee-Bissau
- Ivoorkust
- Kameroen
- Kenia
- Lesotho
- Liberia
- Libië
- Madagaskar
- Malawi
- Mali
- Mauritanië
- Mauritius
- Marokko
- Mozambique
- Namibië
- Niger
- Nigeria
- Oeganda
- Rwanda
- Seychellen
- São Tomé en Principe
- Senegal
- Sierra Leone
- Somalië
- Swaziland
- Tanzania
- Togo
- Tsjaad
- Tunesië
- Zambia
- Zimbabwe
- Zuid-Afrika
- Zuid-Soedan

## Amerika

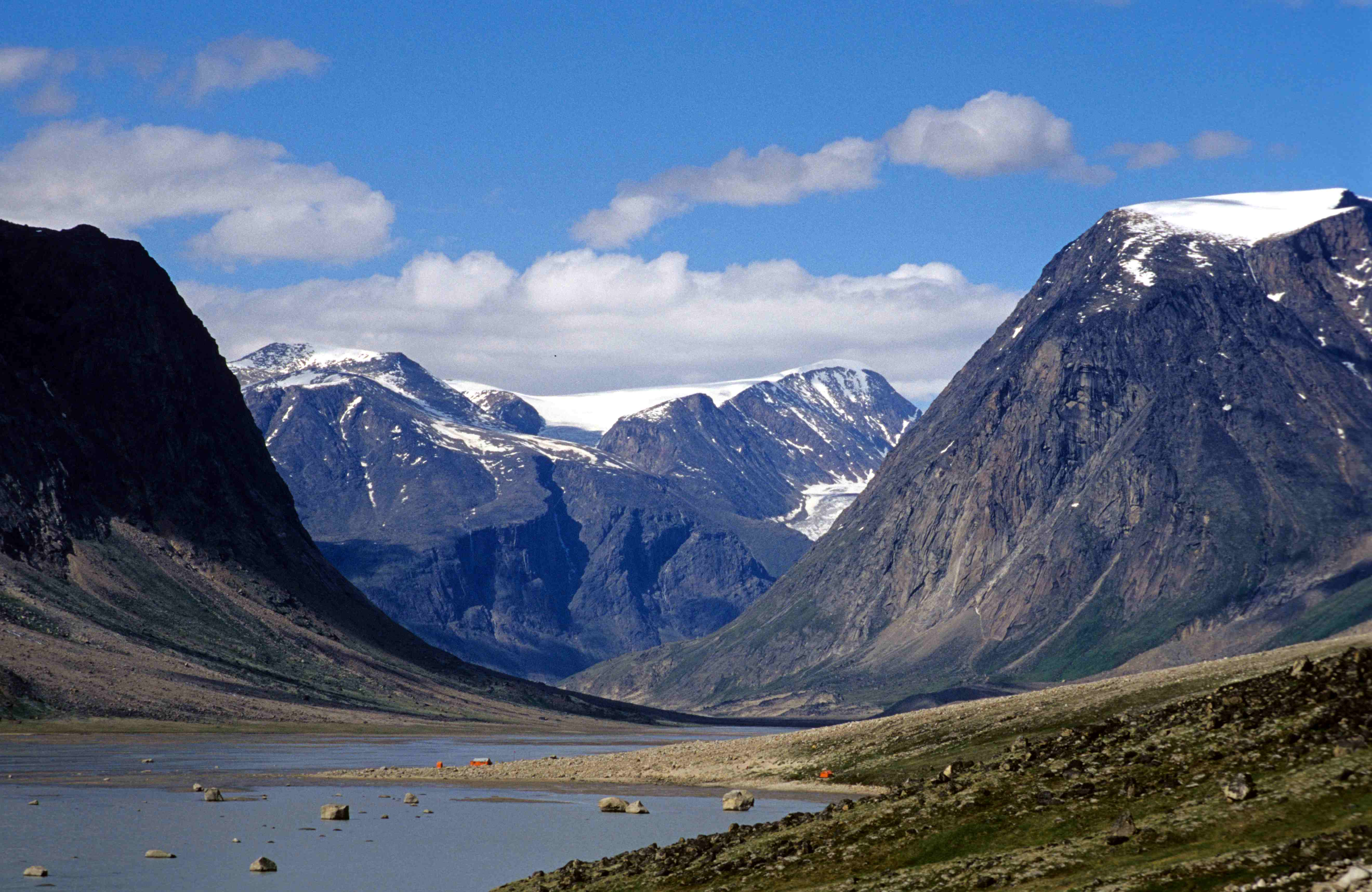
Nationaal park Auyuittuq in Canada

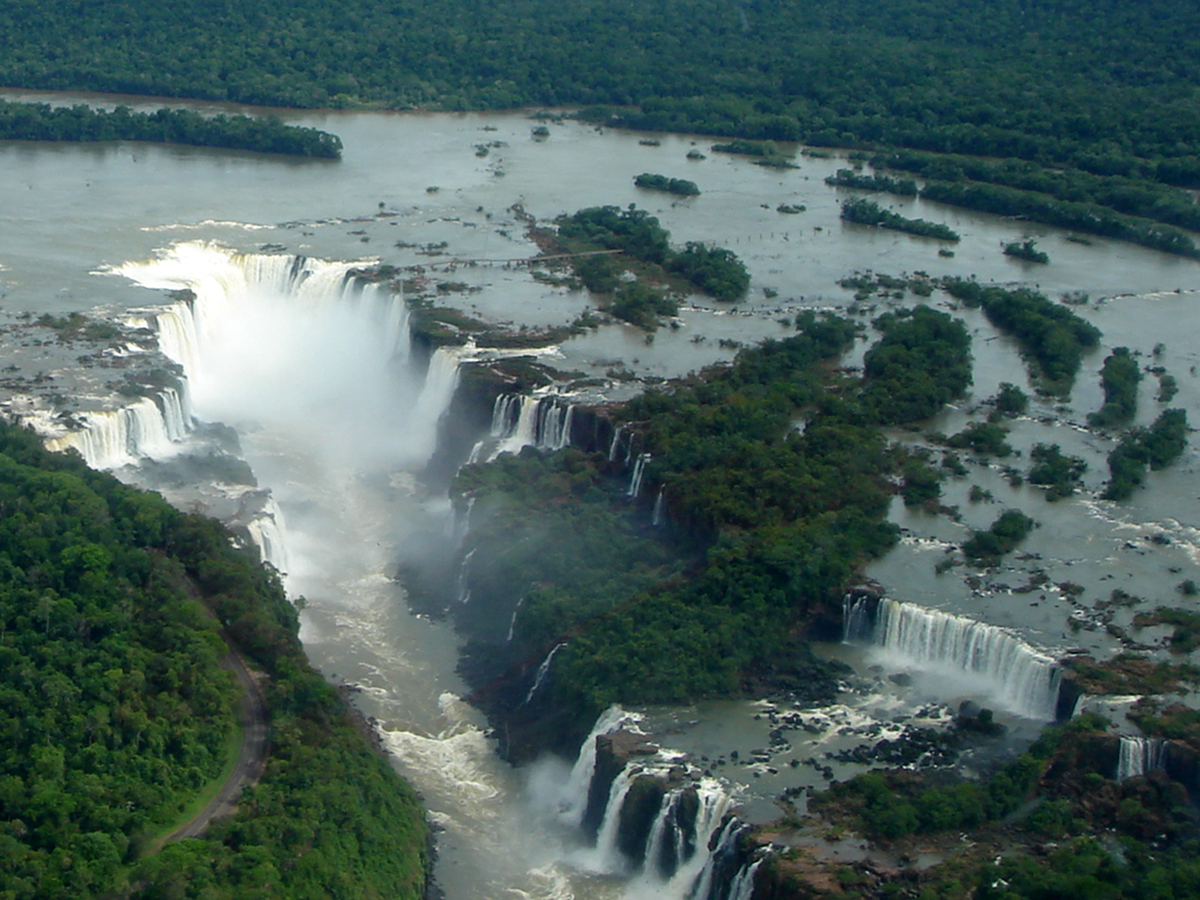
Nationaal park Iguazú in Argentinië en Nationaal park Iguaçu in Brazilië

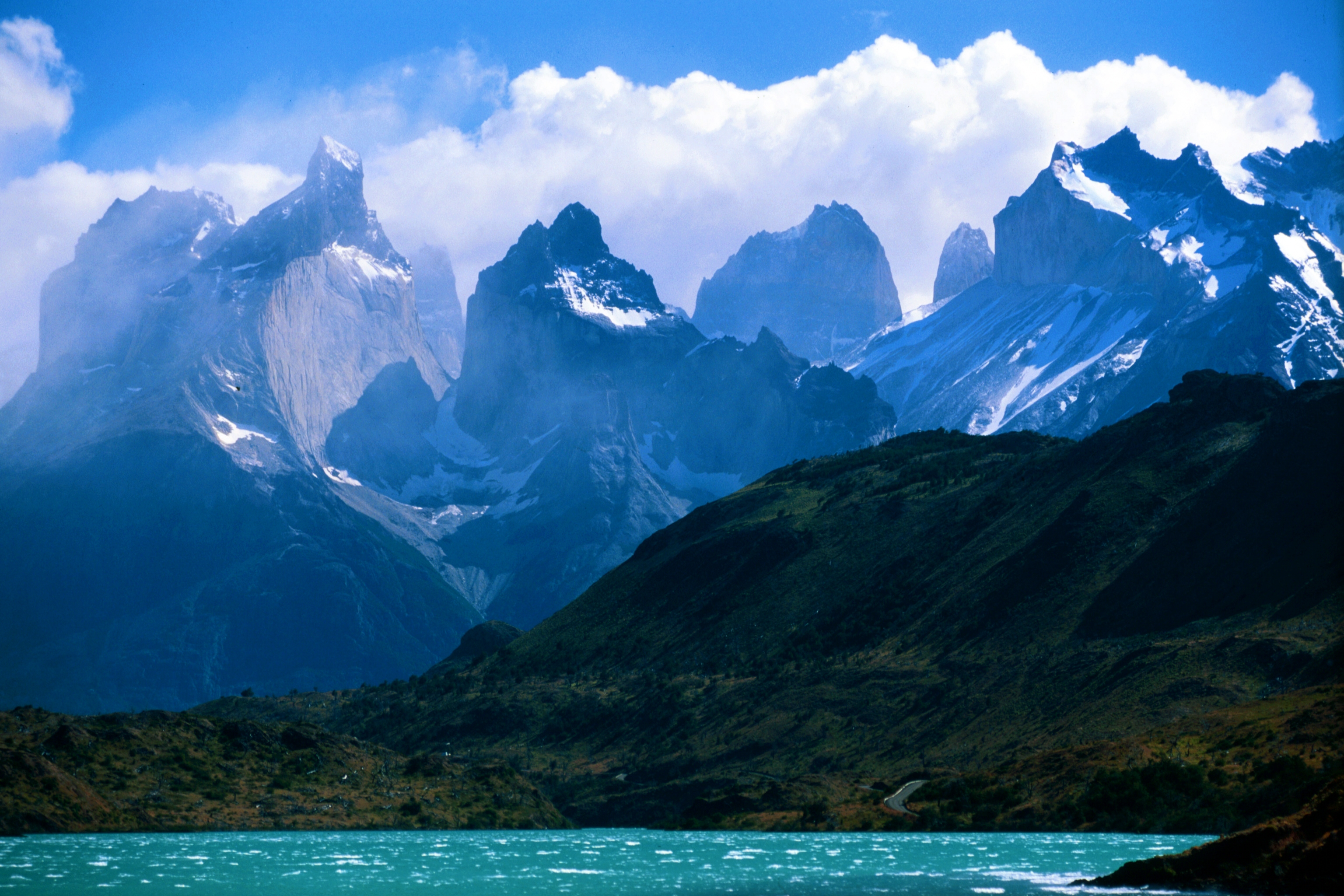
Nationaal park Torres del Paine in Chili

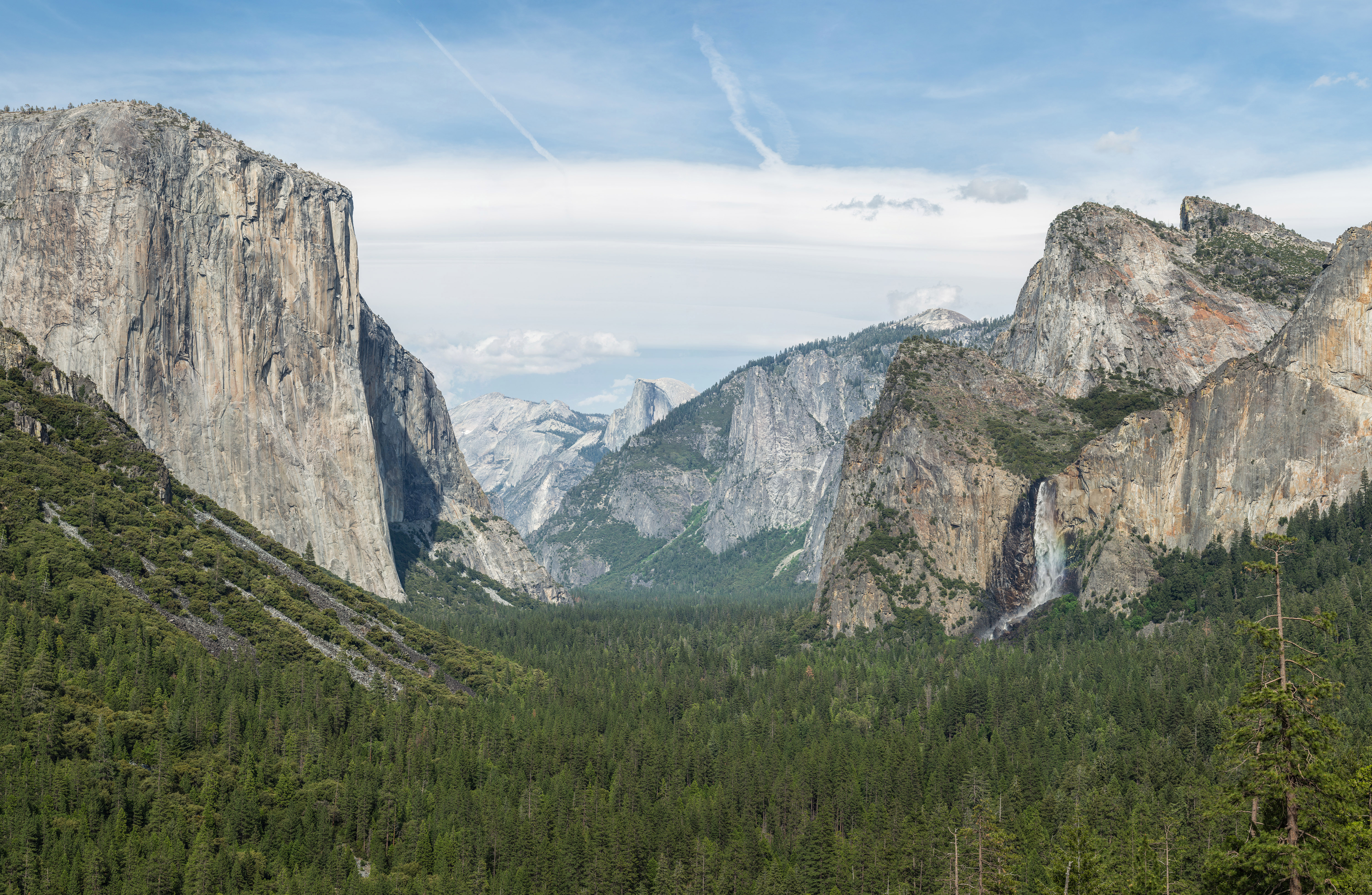
Nationaal park Yosemite in de Verenigde Staten

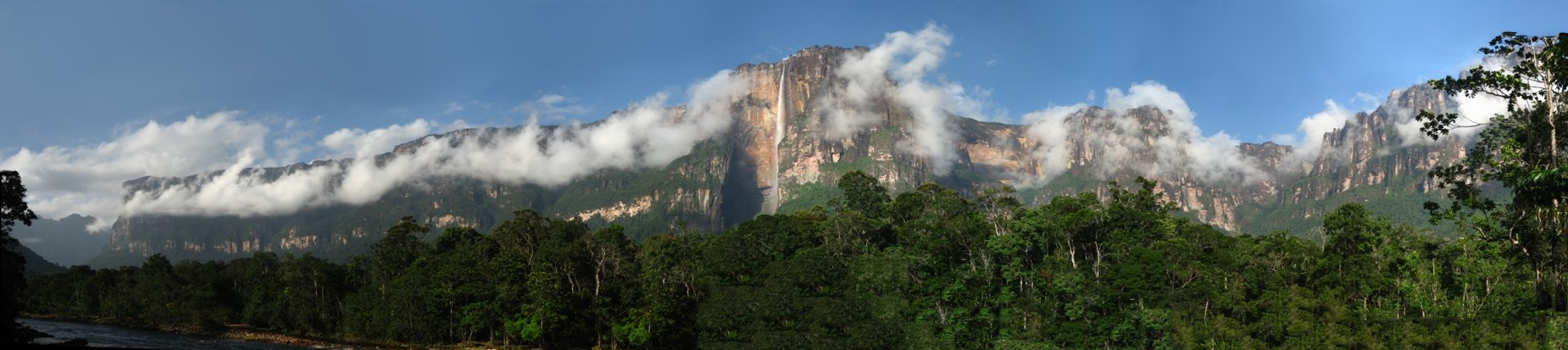
Nationaal park Canaima in Venezuela

- Argentinië
- Bahama's
- Belize
- Bolivia
- Brazilië
- Chili
- Canada
- Colombia
- Costa Rica
- Dominica
- Dominicaanse Republiek
- Ecuador
- El Salvador
- Guatemala
- Guyana
- Honduras
- Haïti
- Mexico
- Panama
- Paraguay
- Peru
- Uruguay
- Venezuela
- Verenigde Staten

## Azië

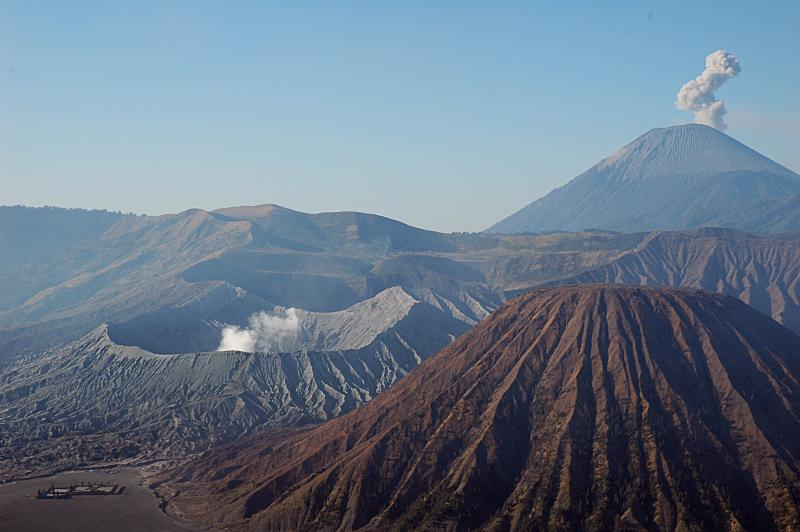
Nationaal Park Bromo Tengger Semeru in Indonesië

- Afghanistan
- Armenië
- Azerbeidzjan
- Bhutan
- Cambodja
- China
- Filipijnen
- Georgië
- India
- Indonesië
- Iran
- Israël
- Japan
- Kazachstan
- Laos
- Maleisië
- Mongolië
- Myanmar
- Nepal
- Pakistan
- Rusland
- Sri Lanka
- Turkije
- Thailand
- Taiwan
- Vietnam
- Zuid-Korea

## Europa

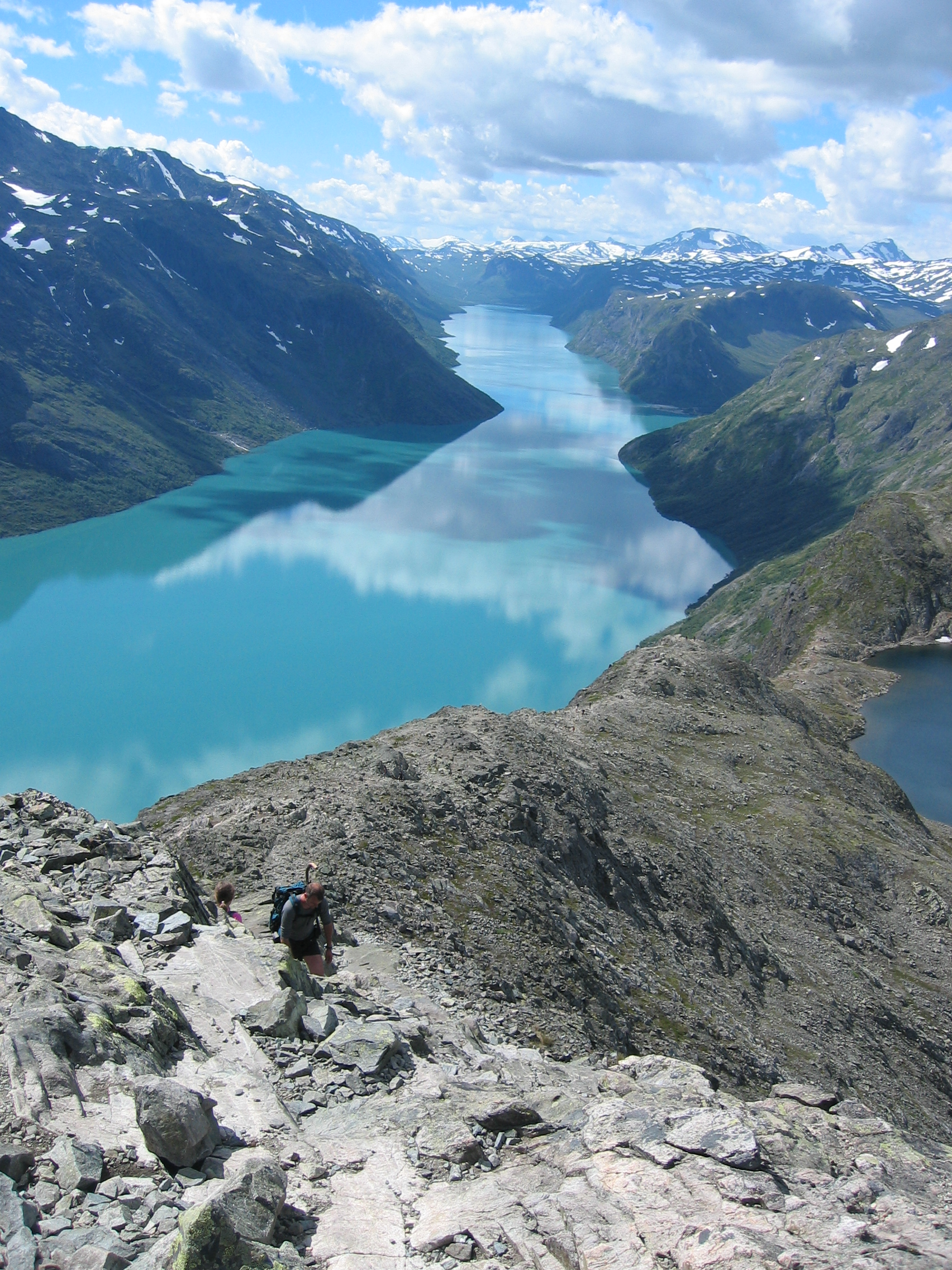
Nationaal park Jotunheimen in Noorwegen

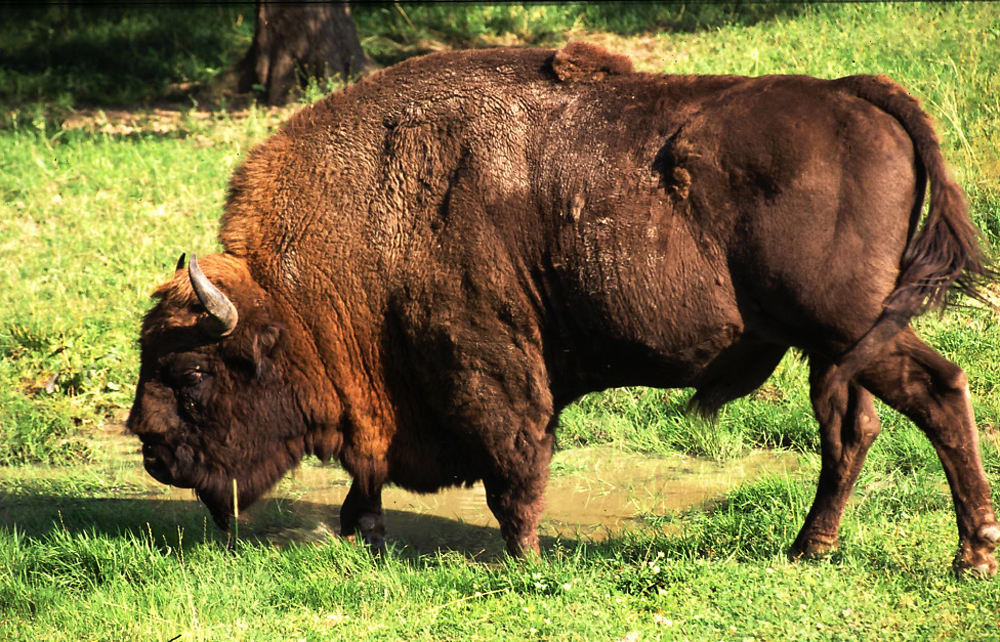
Nationaal park Białowieża in Polen

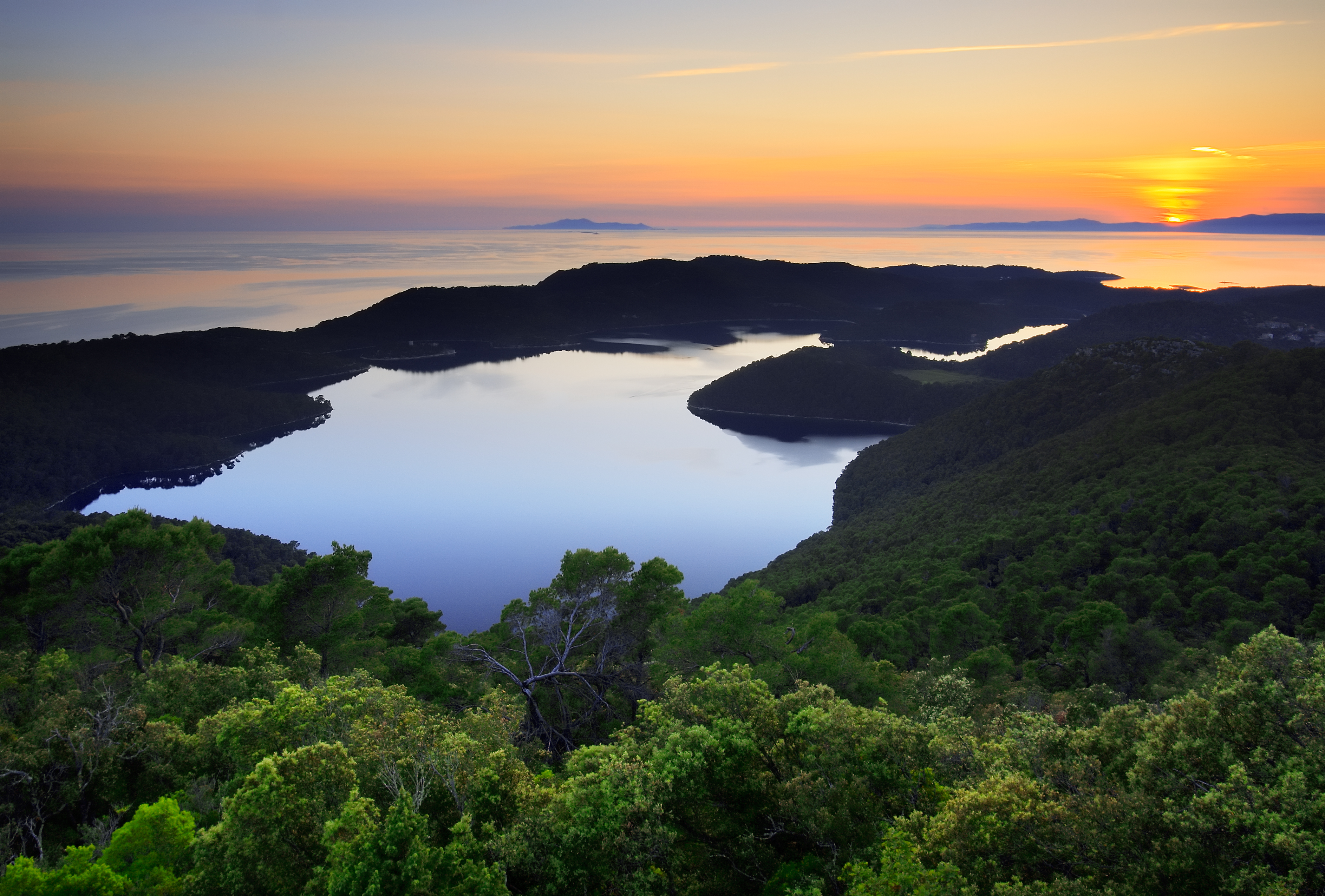
Nationaal park Mljet in Kroatië

- Albanië
- België
- Bosnië-Herzegovina
- Bulgarije
- Denemarken
- Duitsland
- Estland
- Finland
- Frankrijk
- Griekenland
- Hongarije
- Ierland
- IJsland
- Italië
- Jersey
- Kosovo
- Kroatië
- Letland
- Litouwen
- Moldavië
- Montenegro
- Nederland
- Noord-Macedonië
- Noorwegen
- Oekraïne
- Oostenrijk
- Polen
- Portugal
- Roemenië
- Rusland
- Servië
- Slovenië
- Slowakije
- Spanje
- Tsjechië
- Verenigd Koninkrijk
- Wit-Rusland
- Zweden
- Zwitserland

## Oceanië

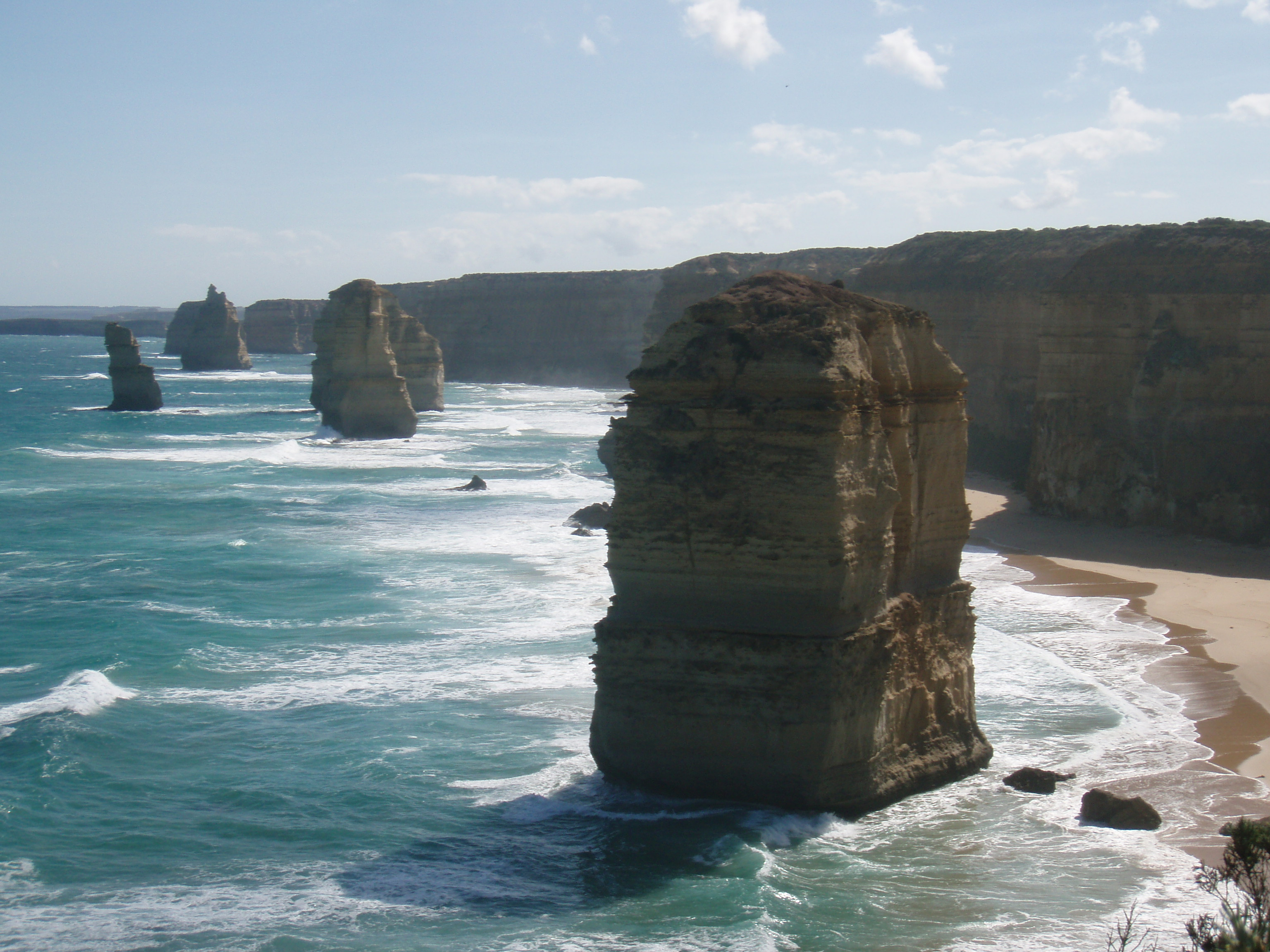
Nationaal park Port Campbell in Australië

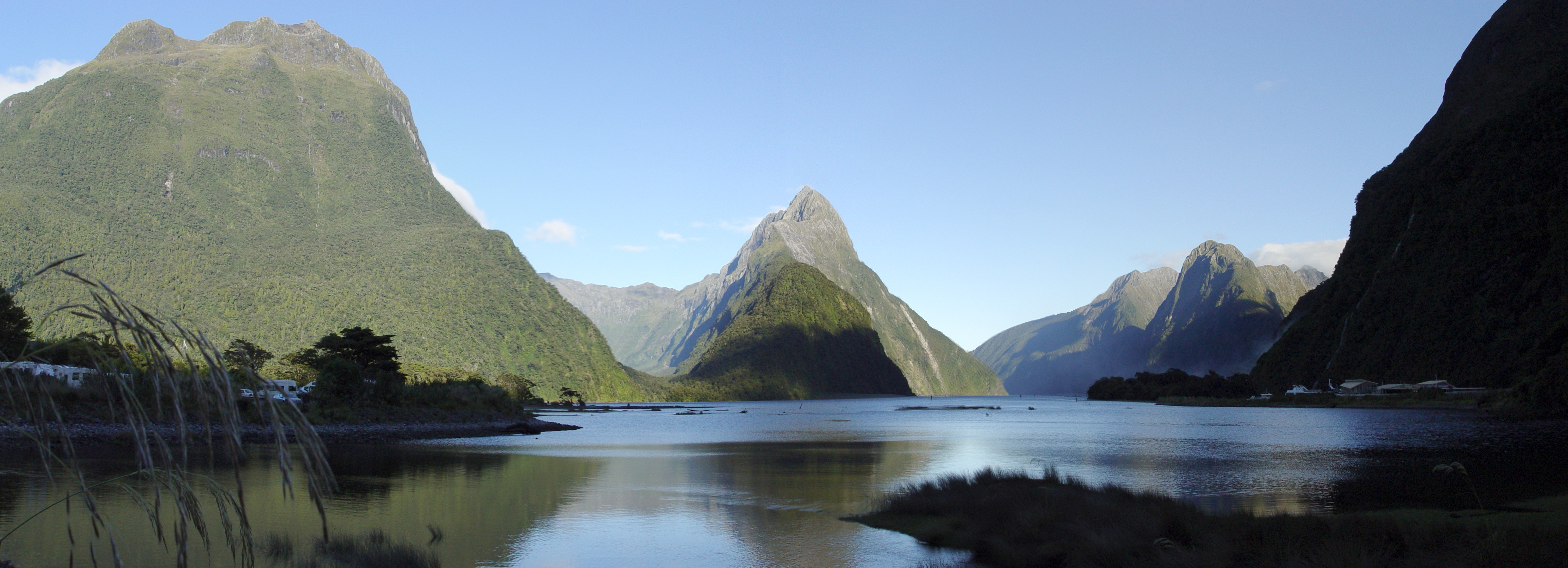
Nationaal park Fiordland in Nieuw-Zeeland

- Australië
- Fiji
- Nieuw-Zeeland